# Kefar Guiladi
Kefar Guiladi (en hebreu, כפר גלעדי) és un quibuts del consell regional de l'Alta Galilea, al districte del Nord d'Israel. Es troba al sud de Metula, a la frontera amb el Líban.

## Història
El quibuts fou fundat el 1916 per membres de l'organització ha-Xomer, la precursora de la Haganà, en terres propietat de l'Associació Jueva per a la Colonització. De fet, la vila rep el nom d'un dels fundadors de la ha-Xomer. Després de l'atac àrab de Tel Hay del 1920, fou temporalment abandonat, però els seus habitants hi retornaren 10 mesos després.
El 6 d'agost de 2006, durant el conflicte israelolibanès de 2006, dotze soldats reservistes de l'exèrcit israelià van morir a causa d'un míssil Katiuixa llançat per Hesbol·là. Els soldats, que formaven part del cos d'artilleria, s'estaven reunint per preparar-se per entrar en acció al conflicte.